# جامع خوانسار
جامع خوانسار (بالفارسية: جامع خوانسار) مسجد جامع يعود إلى القرن الثاني عشر، يقع بمدخل مدينة خوانسار بالمقبرة القديمة.